# Peter Lynch
Peter Lynch (født 14. januar 1944) er amerikansk, investerigsforenings-leder, forfatter og filantrop. Som leder for Magellan Fund under Fidelity Investments mellem 1977 og 1990 formåede Lynch at skabe et årligt afkast på 29,2%, hvilket konsistent var mere end dobbelt så meget S&P 500-markedet, hvilket gjorde det til den bedste investeringsforening i verden baseret på afkast. I hans 13-årige periode som leder gik fonden fra at have $18 mio. til $14 mia. i aktiver under forvaltning.
Lynch er fortaler for værdiinvestering og har skrevet en række bøger og artikler enten som forfatter eller medforfatter om investeringstrategi, inklusive One Up on Wall Street, der blev udgivet af Simon & Schuster i 1989, der solgte over 1 million eksemplarer. Han har fundet på en række velkendte begrebet inden for moderne investering som "invest in what you know" and "ten bagger". Lynch er blevet beskrevet som en "legende" af finansielle medier for sine bedrifter.